# 死の陰の谷 (写真作品)

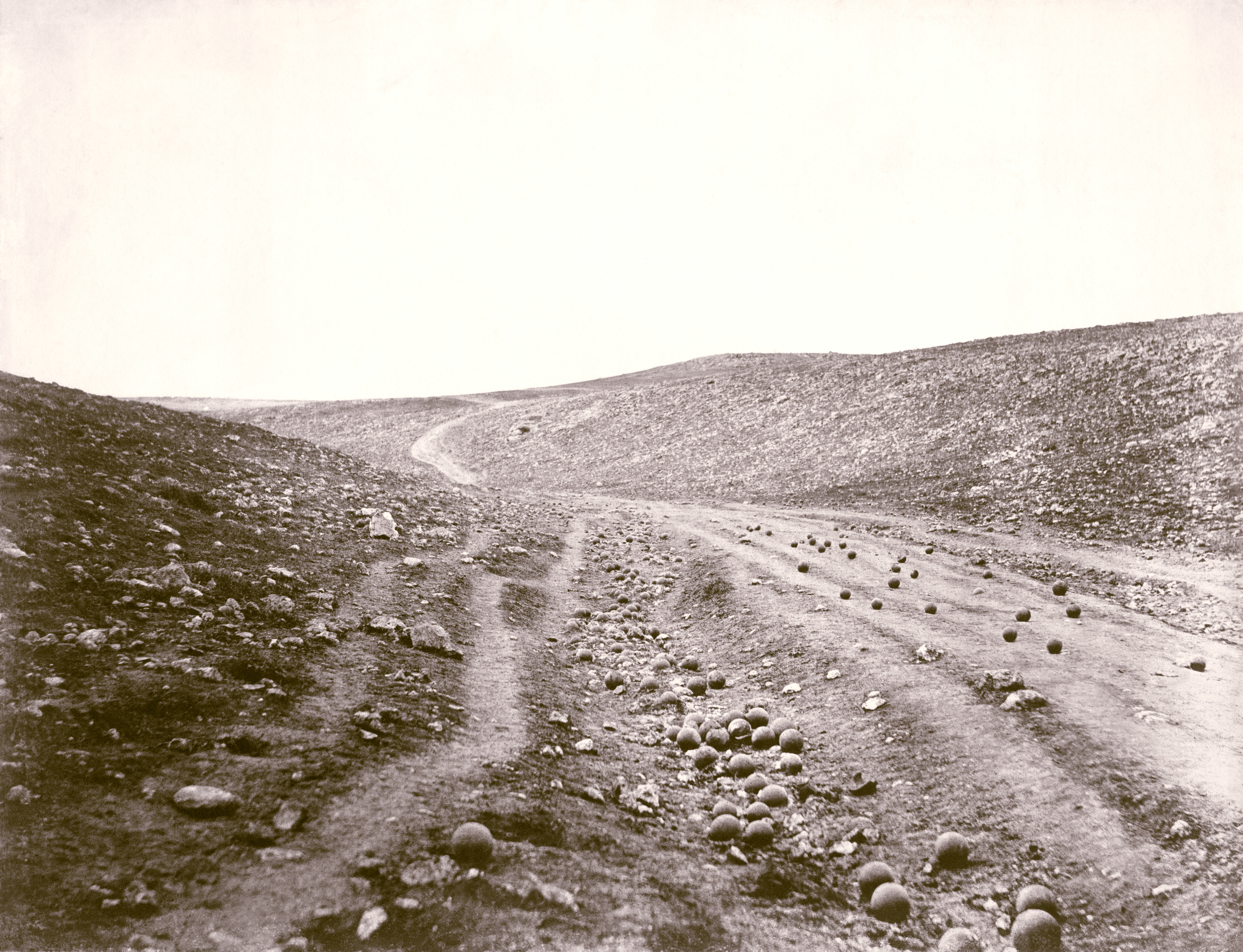
Valley of the Shadow of Death（死の陰の谷）

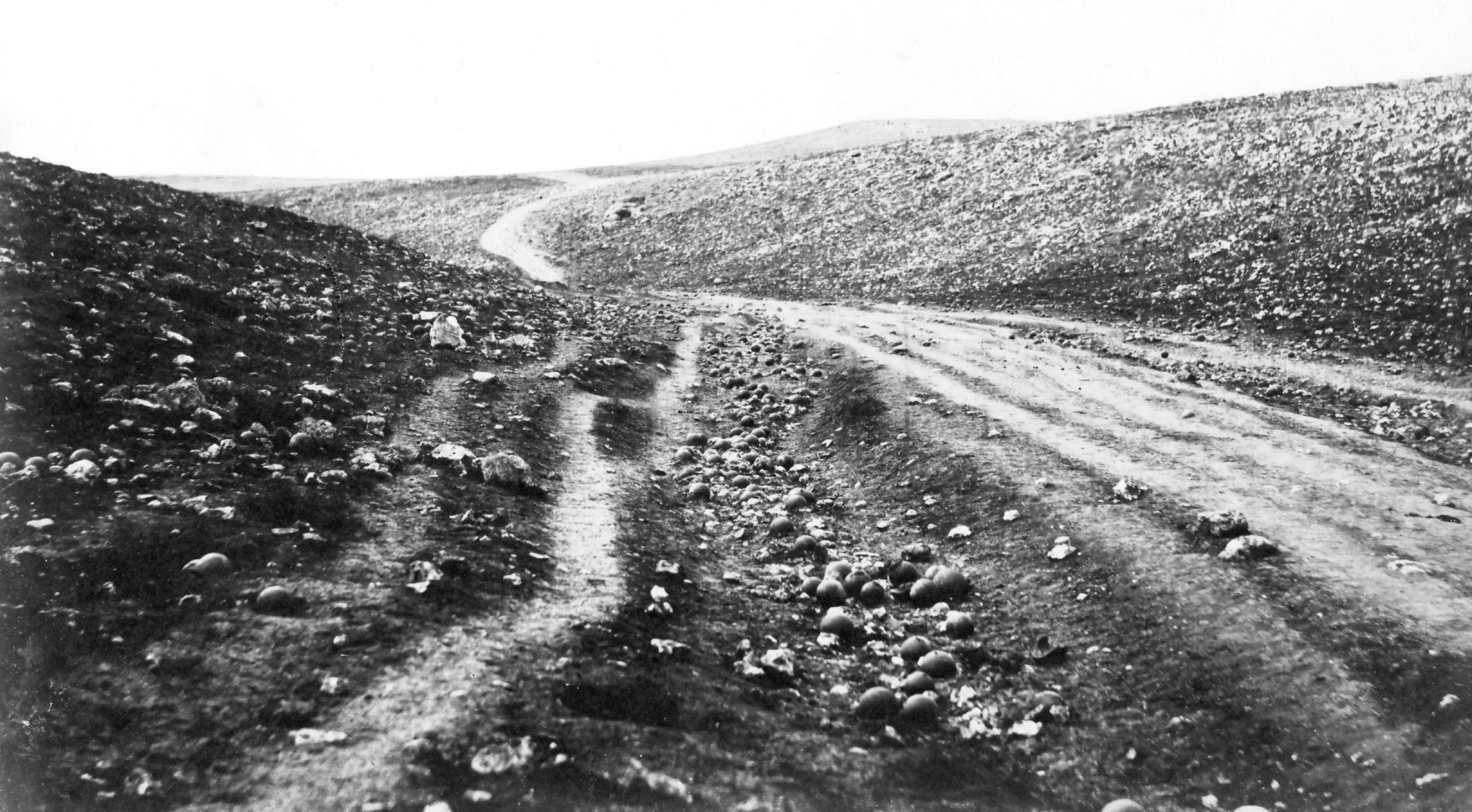
道路上には砲弾がない『死の陰の谷』

死の陰の谷（しのかげのたに、Valley of the Shadow of Death）は、1855年4月23日にロジャー・フェントンがクリミア戦争・セヴァストポリ包囲戦の戦場において撮影した写真である。最もよく知られている戦争写真の一つである。
ロジャー・フェントンは、イギリス、フランス第二帝政、サルデーニャ王国、オスマン帝国の連合軍がロシア帝国と戦争をしていたクリミア戦争を記録するために、アグニュー・アンド・サンズのトーマス・アグニューによりこの地に派遣された。この写真が撮影された場所は、常に砲撃を受けていたことから、イギリス兵から「死の谷」(The Valley of Death)と呼ばれていた。
1855年9月、トーマス・アグニューは、この写真をPanorama of the Plateau of Sebastopol in Eleven Parts（11枚組のセバストポリの台地のパノラマ）と題した11枚のシリーズの1枚としてロンドンの展覧会に出品した。その際、兵士から呼ばれていた「死の谷」という名前を元に、詩篇23篇に登場する言葉を使って「死の陰の谷」(Valley of the Shadow of Death)というタイトルを付けた。
2007年、映画監督のエロール・モリスがセヴァストポリを訪れ、この「戦争を象徴する最初の写真」の撮影場所を確認した。モリスは、道路上に砲弾が落ちていないもう1つのバージョンの写真を見て、この写真の信憑性に疑問を抱いたという。どちらの写真が先に撮られたかについて意見が分かれていたが、モリスは、砲弾のない写真の方が先に撮られたという証拠を見つけた。後から撮影された写真で砲弾が道路に移されている理由は不明だが、おそらくフェントンが画像を強調するために意図的に置いたのではないかと指摘している。しかし、オルセー美術館は、「周辺で戦闘中であり、それはできなかったのではないか」としている。兵士たちが大砲の砲弾を再利用していて、後で集めるために丘の上の道路や溝に砲弾を投げ落としたという説もある。